# Чемпионат СССР по боксу 1954
20-й чемпионат СССР по боксу 1954 года проходил 4—21 апреля в Москве (РСФСР).

## Медалисты
| Весовая категория                   | Золото                                     | Серебро                                    | Бронза                                        |
| ----------------------------------- | ------------------------------------------ | ------------------------------------------ | --------------------------------------------- |
| Наилегчайший вес (до 51 кг)         | Анатолий Булаков «Динамо» (Москва)         | Николай Белых Вооружённые силы (Минск)     | Леонид Пантюхин «Искра» (Пермь)               |
| Легчайший вес (до 54 кг)            | Борис Степанов «Крылья Советов» (Москва)   | Игорь Иванов «Динамо» (Алма-Ата)           | Рауль Утяшев Вооружённые силы (Уфа)           |
| Полулёгкий вес (до 57 кг)           | Александр Засухин «Динамо» (Свердловск)    | Леван Ангуладзе «Спартак» (Тбилиси)        | Юрий Соколов Вооружённые силы (Москва)        |
| Лёгкий вес (до 60 кг)               | Владимир Миронов Вооружённые силы (Москва) | Анатолий Грейнер Вооруженные силы (Москва) | Виктор Виноградов Вооружённые силы (Москва)   |
| Первый полусредний вес (до 63,5 кг) | Василий Черкасов «Крылья Советов» (Москва) | Евгений Мельчин «Динамо» (Таллин)          | Юрий Драгушин «Спартак» (Москва)              |
| Второй полусредний вес (до 67 кг)   | Сергей Исаев «Трудовые резервы» (Москва)   | Виктор Логинов Вооружённые силы (Москва)   | Эдуард Борисов «Спартак» (Московская область) |
| Первый средний вес (до 71 кг)       | Ричард Карпов Вооружённые силы (Киев)      | Гиви Дарбаисели «Спартак» (Тбилиси)        | Рема Саркисов Вооружённые силы (Москва)       |
| Второй средний вес (до 75 кг)       | Глеб Толстиков Вооружённые силы (Москва)   | Геннадий Шатков «Буревестник» (Ленинград)  | М. Чернуха Вооружённые силы (Днепропетровск)  |
| Полутяжёлый вес (до 81 кг)          | Лев Сенькин «Локомотив» (Москва)           | Янис Ланцерс «Даугава» (Рига)              | Анатолий Перов «Трудовые резервы» (Москва)    |
| Тяжёлый вес (свыше 81 кг)           | Альгирдас Шоцикас «Жальгирис» (Каунас)     | Ричард Юшкенас Вооружённые силы (Вильнюс)  | Г. Романов Вооружённые силы (Москва)          |